# Chrystkowo
Chrystkowo – wieś w Polsce położona w województwie kujawsko-pomorskim, w powiecie świeckim, w gminie Świecie.

## Historia
Wieś wzmiankowana po raz pierwszy w XIV wieku jako Crostkaw (1400), następnie Krostkowo (XV wiek). Nazwa pochodzi od nazwiska Chrostek, ta zaś od chrustu. W 1593 roku istniały w Chrystkowie dwa dwory szlacheckie. W XVII wieku osiedlają się w Chrystkowie mennonici w ramach kolonizacji Doliny Dolnej Wisły. W latach 1975–1998 miejscowość administracyjnie należała do województwa bydgoskiego. Według Narodowego Spisu Powszechnego (III 2011 r.) liczyła 128 mieszkańców. Jest osiemnastą co do wielkości miejscowością gminy Świecie.
Wśród rozproszonej zabudowy wsi, pod nr 21 zachował się w typie osadnictwa mennonickiego drewniany dom podcieniowy, datowany metodą dendrochronologiczną na 1791 rok (Krajowa Ewidencja Zabytków nr rej. KOBiDZ: A/306/1 z 6.04.1992). Datowanie potwierdzają wykopaliska archeologiczne. W obiekcie od 1996 roku znajduje się ośrodek dydaktyczno - muzealny Zespołu Parków Krajobrazowych Chełmińskiego i Nadwiślańskiego (prezentacja sprzętów gospodarstwa domowego oraz reliktów nagrobków mennonickich, uratowanych z niszczejących cmentarzy). W oborze zachowały się oryginalne pochylnie, po których podczas powodzi wprowadzano zwierzęta na strych.
Po zakupie obiektu przez Skarb Państwa, jego wieloletnim opiekunem pozostał dotychczasowy właściciel, urodzony w nim Czesław Kwiatkowski (zm. 2020).
Podczas prac wykopaliskowych prowadzonych w sierpniu 2024 na polu uprawnym położonym w bliskim sąsiedztwie koryta Wisły, archeolodzy z Uniwersytetu Mikołaja Kopernika w Toruniu ujawnili pozostałości po liczącym około 6 tysięcy lat drewnianym domostwie z okresu neolitu.

## Galeria

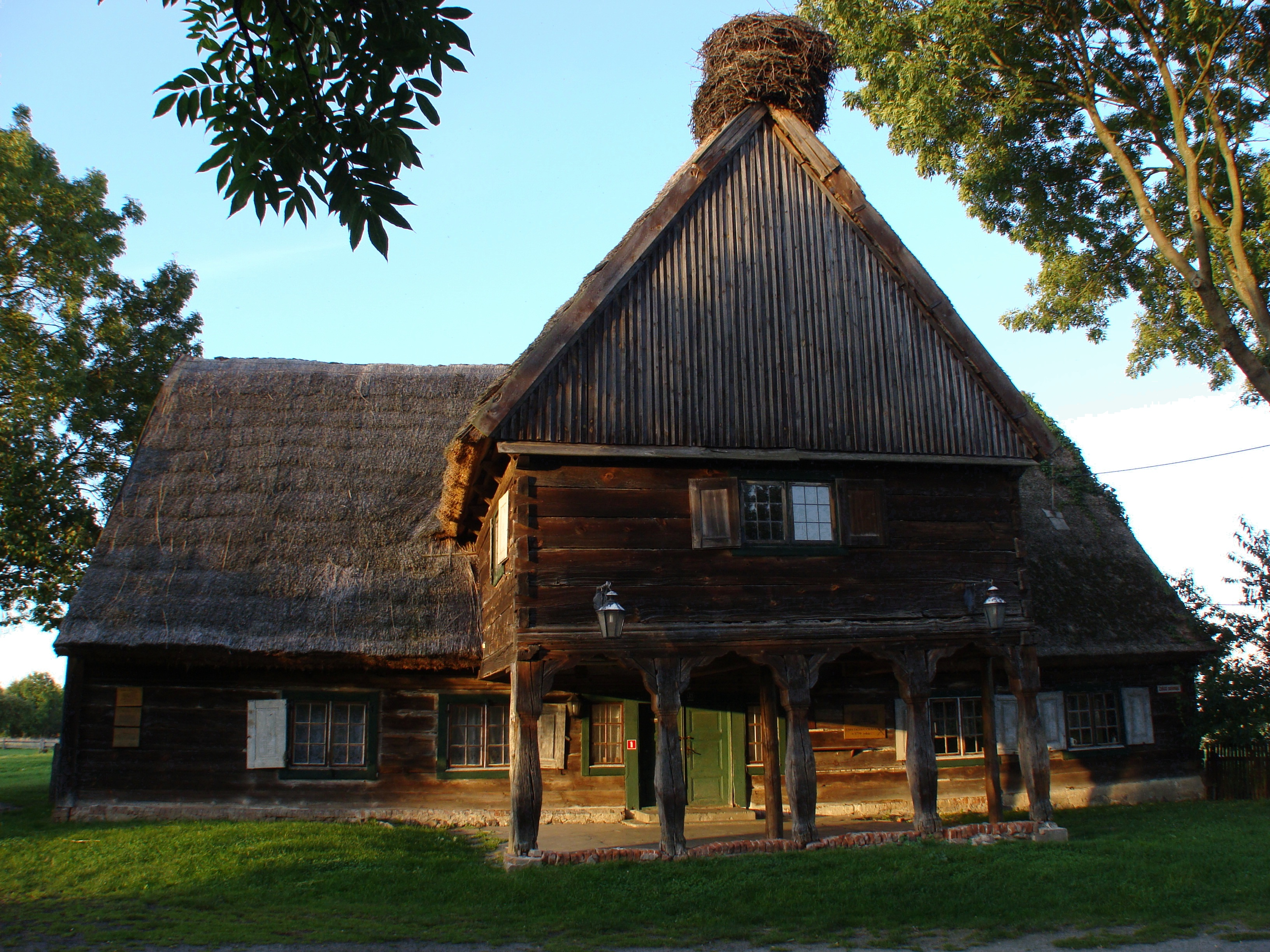
Chata mennonitów/Dom podcieniowy
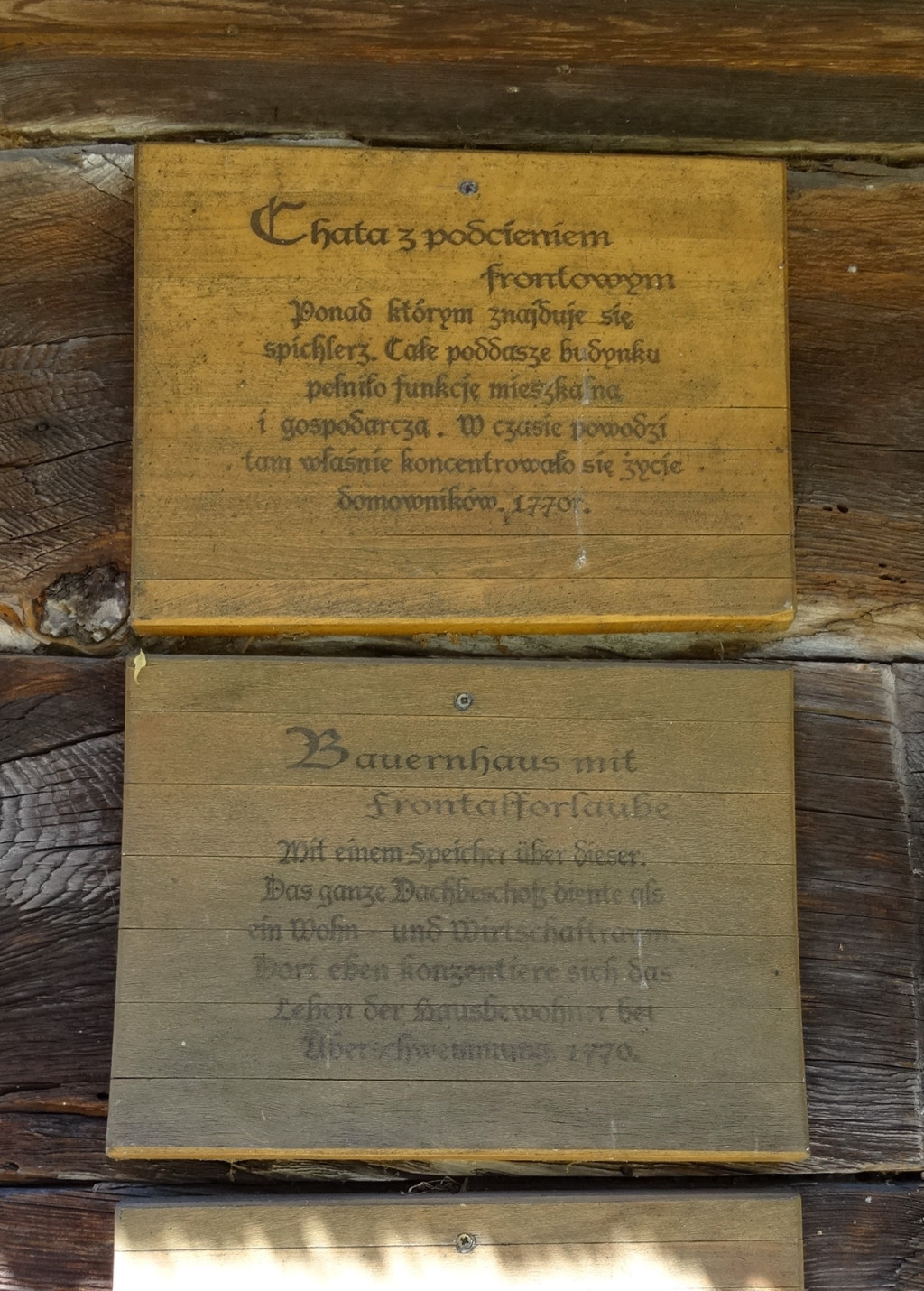
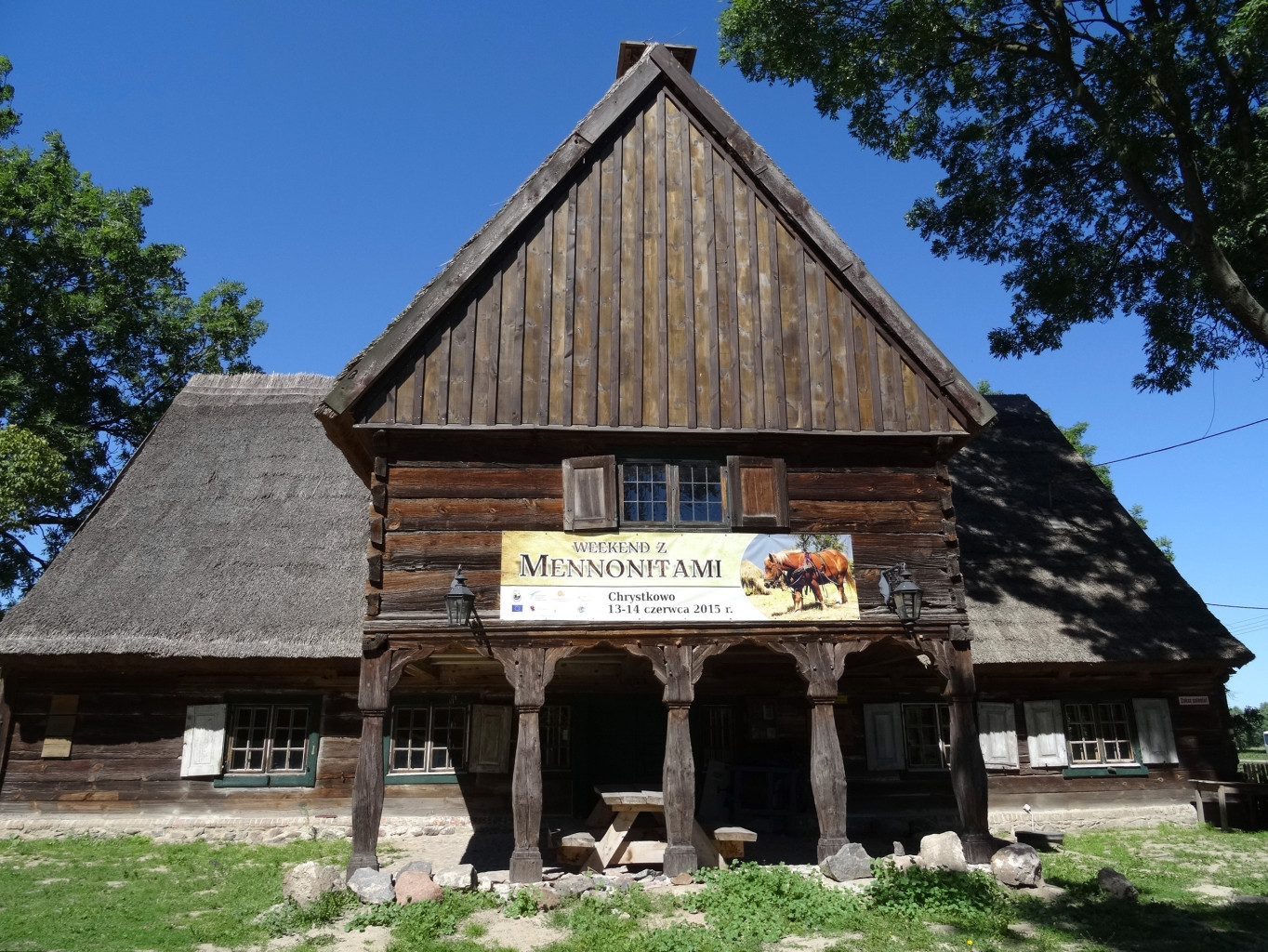
Chata mennonitów
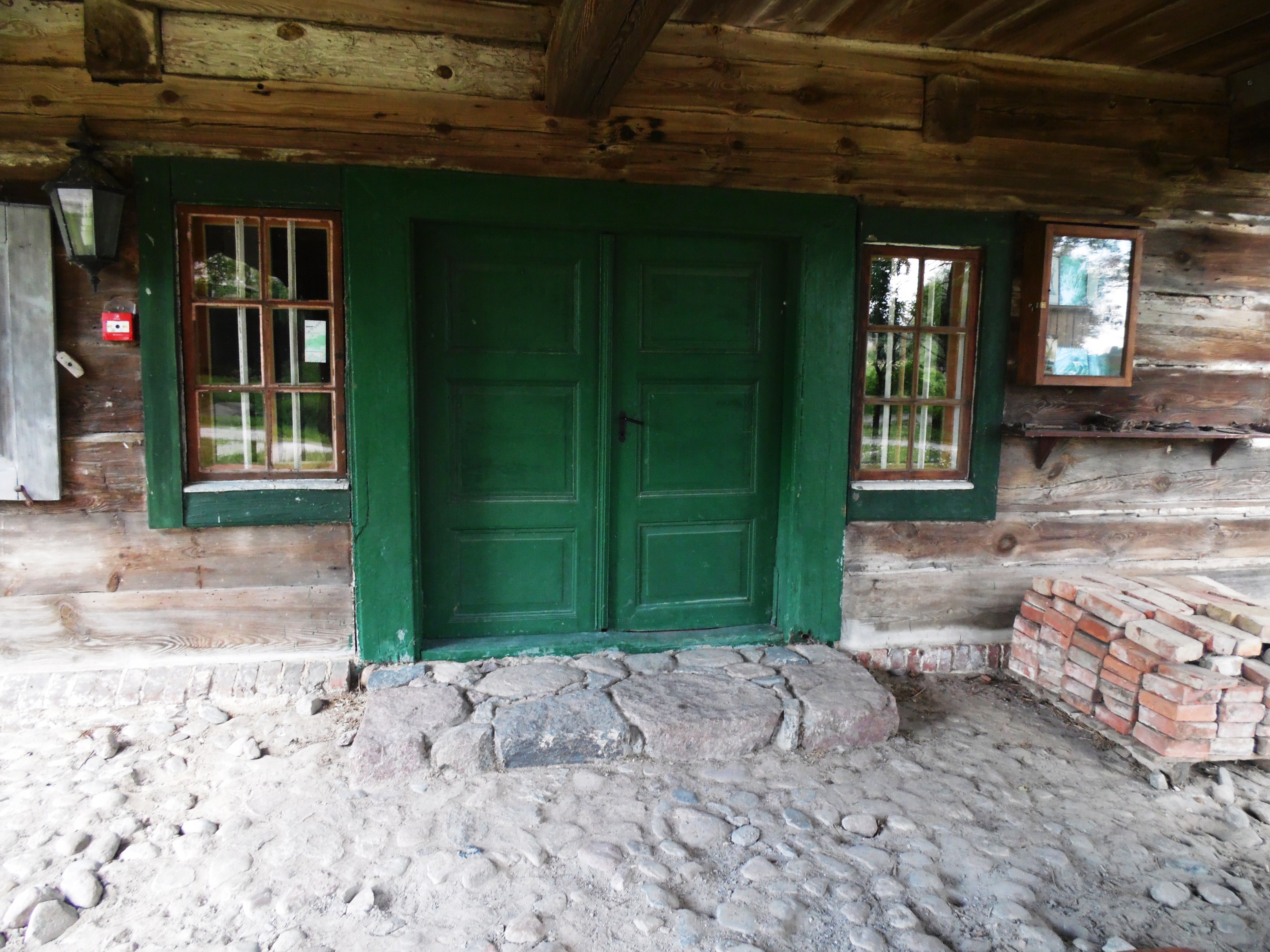
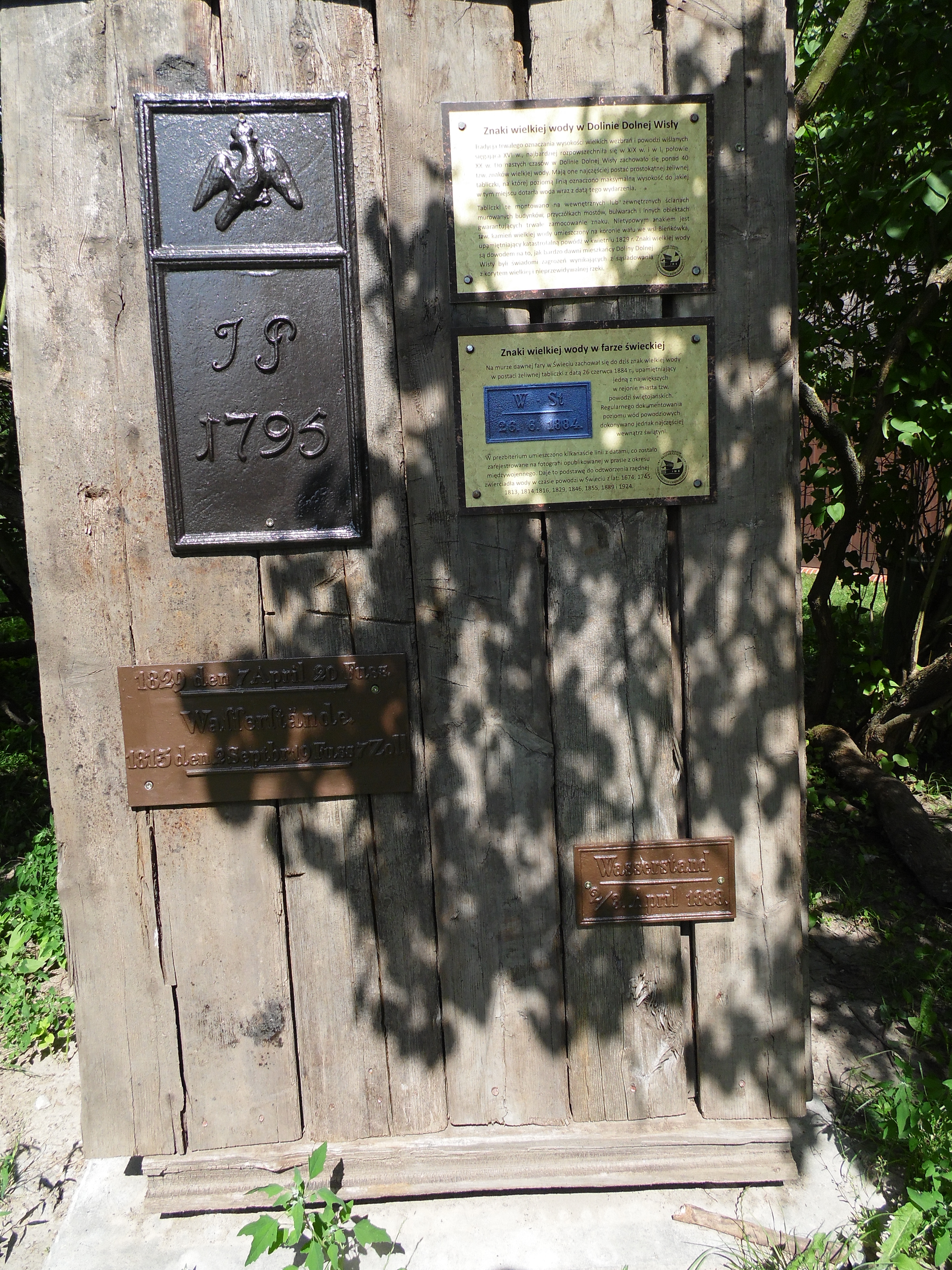
Znaki wysokiej wody w Chrystkowie
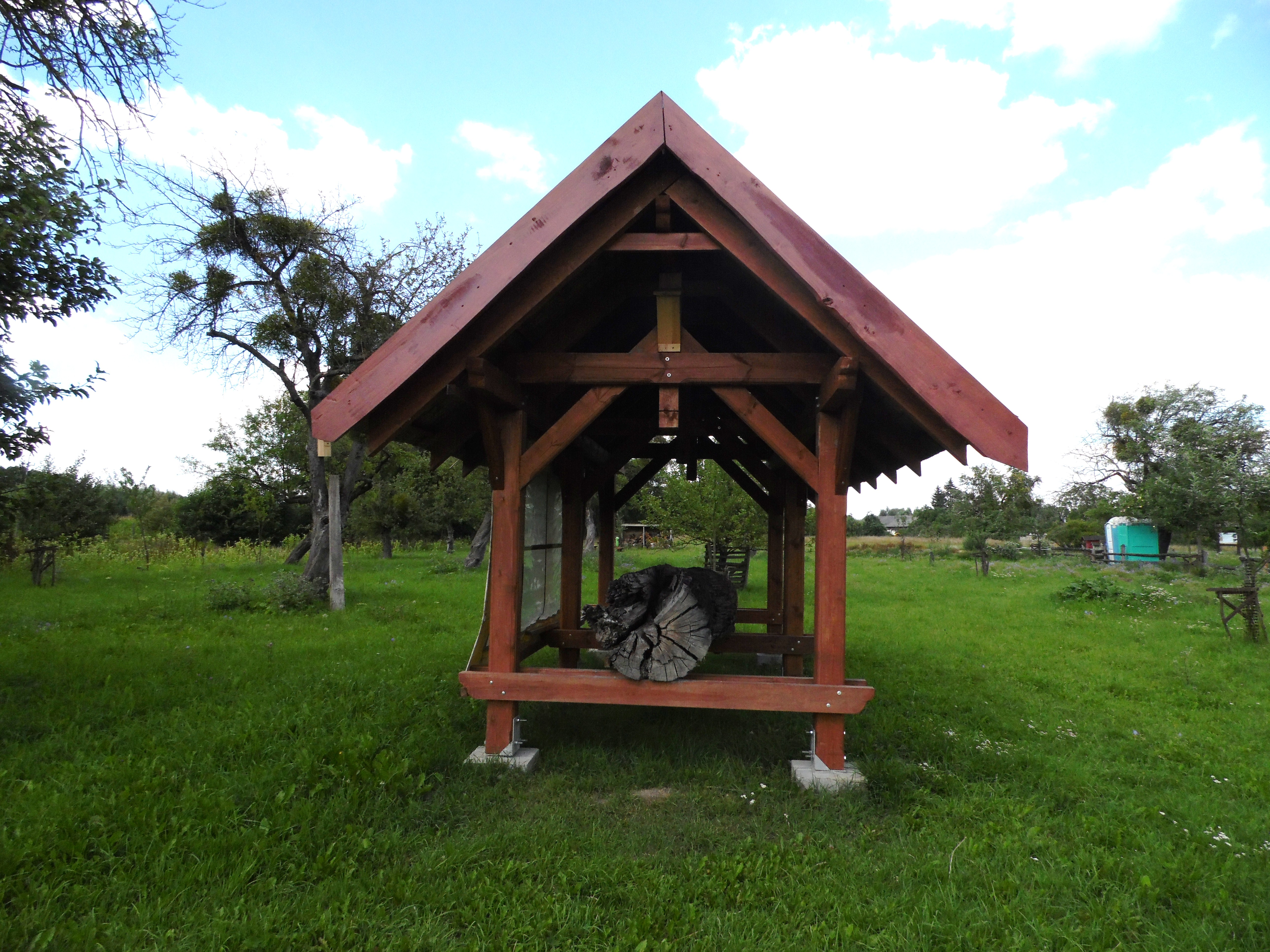